# Alice in Wonderland (jogo eletrônico)
Alice in Wonderland ou Alice no País das Maravilhas é um jogo de ação e aventura, foi desenvolvido pela Étranges Libellules e lançado pela Disney Interactive Studios em 2010 para as plataformas Wii, Nintendo DS, PC e Zeebo. Baseado no filme Alice no País das Maravilhas de 2010.

## Sobre o jogo
Alice no País das Maravilhas permite aos jogadores guiar, proteger e ajudar Alice enquanto ela viaja através de um Subterrâneo, o longo do caminho, os jogadores recorrer a um elenco diversificado e original de personagens como o Chapeleiro Maluco e Gato Risonho que cada um tem habilidades únicas para ajudar a evitar armadilhas e resolver quebra-cabeças desafiantes. O Chapeleiro Maluco pode ajudar Alice alterar sua percepção do Subterrâneo e tirar proveito das ilusões ópticas para abrir lugares do mundo o jogador sozinho não teria notado. Entretanto, o Gato Risonho pode usar sua habilidade para fazer a si mesmo e os objetos aparecem e desaparecem ajudar Alice através deste mundo estranho. Os jogadores devem escolher sabiamente quando utilizar cada um dos poderes dos personagens e combinar a habilidade para resolver quebra-cabeças mais complexos.

### Caracteristicas do jogo
- Explore um mundo visualmente deslumbrante cheio ilusões de ótica curiosas, quebra-cabeças desafiadores e adversários formidáveis.
- Jogue como Coelho Branco, Mallymkun, Lebre de Março, Chapeleiro Maluco e Gato Risonho.
- Use habilidades únicas como,manipular o tempo, telecinese,mudança de percepção e tornar os objetos invisíveis ou visíveis.
- Desenvolva novas habilidades com um sistema de combate expansível e movimentos atualizáveis.
- Guie Alice para a ajudar a cumprir um destino excitante que culmina com a batalha final contra o Jabberwocky.

### Personagens e suas habilidades
- Coelho Branco: Habilidade de manipular o tempo, podendo parar qualquer coisa que se movimento rápido, como redemoinhos e placas indicadoras de direções que estão girando. A cor para indicar o que pode manipular é AZUL;
- Lebre de Março: Habilidoso com a telecinese, podendo manipular qualquer coisa que estiver marcada com a cor ROXA, como pedras, troncos e objetos variados;
- Chapeleiro Maluco: Pode mudar a percepção de coisas que não veríamos normalmente, utilizando a ilusão de ótica a seu favor. Sua cor para indicar o poder é AMARELO;
- Gato Risonho: Pode transformar si mesmo ou objetos em invisíveis ou vísiveis, como portas e paredes. Sua cor é VERDE;